# Actionfilme der 2020er Jahre
Die Liste von Actionfilmen der 2020er Jahre enthält Filme des Actiongenres, die in den 2020ern erschienen sind. Sie erhebt keinen Anspruch auf Vollständigkeit.

## Liste

### 2020
| Titel                                           | Produktionsland                                                 | Regisseur                          | Hauptdarsteller                    | Anmerkung                            |
| ----------------------------------------------- | --------------------------------------------------------------- | ---------------------------------- | ---------------------------------- | ------------------------------------ |
| Archenemy                                       | Vereinigte Staaten                                              | Adam Egypt Mortimer                | Joe Manganiello                    |                                      |
| Arkansas                                        | Vereinigte Staaten                                              | Clark Duke                         | Liam Hemsworth                     |                                      |
| Bad Boys for Life                               | Vereinigte Staaten                                              | Adil El Arbi Bilall Fallah         | Will Smith Martin Lawrence         | Fortsetzung                          |
| Big Boys Don’t Cry                              | Vereinigtes Königreich                                          | Steve Crowhurst                    | Michael Socha                      |                                      |
| Birds of Prey: The Emancipation of Harley Quinn | Vereinigte Staaten                                              | Cathy Yan                          | Margot Robbie                      | DC Extended Universe Comicverfilmung |
| Bloodshot                                       | Vereinigte Staaten                                              | Dave Wilson                        | Vin Diesel                         | Comicverfilmung                      |
| Boss Level                                      | Vereinigte Staaten                                              | Joe Carnahan                       | Frank Grillo                       |                                      |
| Brothers by Blood                               | Vereinigte Staaten Frankreich Belgien Niederlande               | Jérémie Guez                       | Joel Kinnaman Matthias Schoenaerts | Literaturverfilmung                  |
| Coffee & Kareem                                 | Vereinigte Staaten                                              | Michael Dowse                      | Ed Helms Terence Little Gardenhigh |                                      |
| Da 5 Bloods                                     | Vereinigte Staaten                                              | Spike Lee                          | Chadwick Boseman                   |                                      |
| Digimon Adventure: Last Evolution Kizuna        | Japan                                                           | Tomohisa Taguchi                   |                                    | Animationsfilm Digimon-Filmreihe     |
| Erde und Blut                                   | Frankreich Belgien                                              | Julien Leclercq                    | Sami Bouajila                      |                                      |
| Freaks – Du bist eine von uns                   | Deutschland                                                     | Felix Binder                       | Cornelia Gröschel                  |                                      |
| Free Guy                                        | Vereinigte Staaten                                              | Shawn Levy                         | Ryan Reynolds                      |                                      |
| Der geheime Club der zweitgeborenen Royals      | Vereinigte Staaten                                              | Anna Mastro                        | Peyton Elizabeth Lee               |                                      |
| High Ground – Der Kopfgeldjäger                 | Australien                                                      | Stephen Johnson                    | Simon Baker                        |                                      |
| I’m Your Woman                                  | Vereinigte Staaten                                              | Julia Hart                         | Rachel Brosnahan                   |                                      |
| Legacy of Lies                                  | Vereinigte Staaten                                              | Adrian Bol                         | Scott Adkins                       |                                      |
| Monster Hunter                                  | Deutschland Japan Kanada Vereinigte Staaten Volksrepublik China | Paul W. S. Anderson                | Milla Jovovich                     | Computerspielverfilmung              |
| The New Mutants                                 | Vereinigte Staaten                                              | Josh Boone                         | Anya Taylor-Joy Maisie Williams    | Fortsetzung X-Men-Filmreihe          |
| The Old Guard                                   | Vereinigte Staaten                                              | Gina Prince-Bythewood              | Charlize Theron                    | Comicverfilmung                      |
| Peninsula                                       | Südkorea                                                        | Yeon Sang-ho                       | Gang Dong-won                      | Fortsetzung                          |
| Run Hide Fight                                  | Vereinigte Staaten                                              | Kyle Rankin                        | Isabel May                         |                                      |
| Shorta – Das Gesetz der Straße                  | Dänemark                                                        | Anders Ølholm Frederik Louis Hviid | Jacob Lohmann                      |                                      |
| Spenser Confidential                            | Vereinigte Staaten                                              | Peter Berg                         | Mark Wahlberg                      | Literaturverfilmung                  |
| Der Spion von nebenan                           | Vereinigte Staaten                                              | Peter Segal                        | Dave Bautista                      |                                      |
| Steel Rain 2: Summit                            | Südkorea                                                        | Yang Woo-seok                      | Jung Woo-sung                      | Fortsetzung                          |
| Tenet                                           | Vereinigte Staaten Vereinigtes Königreich                       | Christopher Nolan                  | John David Washington              |                                      |
| Time to Hunt                                    | Südkorea                                                        | Yoon Sung-hyun                     | Lee Je-hoon                        |                                      |
| Tyler Rake: Extraction                          | Vereinigte Staaten                                              | Sam Hargrave                       | Chris Hemsworth                    | Comicverfilmung                      |
| Underwater – Es ist erwacht                     | Vereinigte Staaten                                              | William Eubank                     | Kristen Stewart                    |                                      |
| Wonder Woman 1984                               | Vereinigte Staaten                                              | Patty Jenkins                      | Gal Gadot                          | DC Extended Universe Fortsetzung     |

### 2021
| Titel                                       | Produktionsland                                       | Regisseur               | Hauptdarsteller                                     | Anmerkung                                  |
| ------------------------------------------- | ----------------------------------------------------- | ----------------------- | --------------------------------------------------- | ------------------------------------------ |
| American Night                              | Italien                                               | Alessio Jim Della Valle | Jonathan Rhys Meyers Emile Hirsch                   |                                            |
| Black Widow                                 | Vereinigte Staaten                                    | Cate Shortland          | Scarlett Johansson                                  | Marvel Cinematic Universe                  |
| Blood Red Sky                               | Deutschland                                           | Peter Thorwarth         | Peri Baumeister                                     |                                            |
| Captain Nova                                | Niederlande                                           | Maurice Trouwborst      | Anniek Pheifer                                      |                                            |
| Cop Secret                                  | Island                                                | Hannes Þór Halldórsson  | Auðunn Blöndal                                      |                                            |
| Cosmic Sin – Invasion im All                | Vereinigte Staaten                                    | Edward Drake            | Frank Grillo Bruce Willis                           |                                            |
| Dark Web: Cicada 3301                       | Vereinigte Staaten                                    | Alan Ritchson           | Jack Kesy                                           |                                            |
| Escape from Spiderhead                      | Vereinigte Staaten                                    | Joseph Kosinski         | Chris Hemsworth                                     | Literaturverfilmung                        |
| Eternals                                    | Vereinigte Staaten                                    | Chloé Zhao              | Gemma Chan Richard Madden Lia McHugh                | Marvel Cinematic Universe                  |
| Fast & Furious 9                            | Vereinigte Staaten                                    | Justin Lin              | Vin Diesel                                          | Fast-&-Furious-Filmreihe Fortsetzung       |
| Freaks Out                                  | Italien Belgien                                       | Gabriele Mainetti       | Claudio Santamaria                                  |                                            |
| Free Guy                                    | Vereinigte Staaten                                    | Shawn Levy              | Ryan Reynolds                                       |                                            |
| Furioza                                     | Polen                                                 | Cyprian T. Olencki      | Mateusz Banasiuk                                    |                                            |
| The Getaway King                            | Polen                                                 | Mateusz Rakowicz        | Dawid Ogrodnik                                      |                                            |
| Gunpowder Milkshake                         | Vereinigte Staaten Frankreich Deutschland             | Navot Papushado         | Karen Gillan                                        |                                            |
| The Ice Road                                | Vereinigte Staaten                                    | Jonathan Hensleigh      | Liam Neeson                                         |                                            |
| Ida Red                                     | Vereinigte Staaten                                    | John Swab               | Melissa Leo                                         |                                            |
| Indemnity                                   | Südafrika                                             | Travis Taute            | Jarrid Geduld                                       |                                            |
| James Bond 007: Keine Zeit zu sterben       | Vereinigtes Königreich Vereinigte Staaten             | Cary Joji Fukunaga      | Daniel Craig                                        | 25. Film der James-Bond-Filmreihe          |
| Kate                                        | Vereinigte Staaten                                    | Cedric Nicolas-Troyan   | Mary Elizabeth Winstead                             |                                            |
| Killer’s Bodyguard 2                        | Vereinigte Staaten                                    | Patrick Hughes          | Ryan Reynolds Samuel L. Jackson Salma Hayek         | Fortsetzung                                |
| The King’s Man: The Beginning               | Vereinigtes Königreich Vereinigte Staaten             | Matthew Vaughn          | Ralph Fiennes                                       | Kingsman-Filmreihe Prequel Comicverfilmung |
| The Last Son                                | Vereinigte Staaten                                    | Tim Sutton              | Sam Worthington                                     |                                            |
| Major Grom: Der Pestdoktor                  | Russland                                              | Oleg Trofim             | Tichon Schisnewski                                  | Comicverfilmung                            |
| The Marksman – Der Scharfschütze            | Vereinigte Staaten                                    | Robert Lorenz           | Liam Neeson                                         |                                            |
| The Matrix Resurrections                    | Vereinigte Staaten                                    | Lana Wachowski          | Keanu Reeves                                        | Matrix-Filmreihe Fortsetzung               |
| The Misfits – Die Meisterdiebe              | Vereinigte Staaten                                    | Renny Harlin            | Pierce Brosnan                                      |                                            |
| Mortal Kombat                               | Vereinigte Staaten                                    | Simon McQuoid           | Tadanobu Asano                                      | Computerspielverfilmung                    |
| OSS 117 – Liebesgrüße aus Afrika            | Frankreich                                            | Nicolas Bedos           | Jean Dujardin                                       | Fortsetzung Literaturverfilmung            |
| Paw Patrol – Der Kinofilm                   | Vereinigte Staaten                                    | Carl Brunker            |                                                     | Animationsfilm Spin-Off                    |
| Prisoners of the Ghostland                  | Vereinigte Staaten                                    | Sion Sono               | Nicolas Cage                                        |                                            |
| The Protégé – Made for Revenge              | Vereinigte Staaten                                    | Martin Campbell         | Maggie Q Michael Keaton                             |                                            |
| Red Notice                                  | Vereinigte Staaten                                    | Rawson Marshall Thurber | Dwayne Johnson Ryan Reynolds                        |                                            |
| Resident Evil: Welcome to Raccoon City      | Vereinigte Staaten Vereinigtes Königreich Deutschland | Johannes Roberts        | Kaya Scodelario Hannah John-Kamen Robbie Amell      | Computerspielverfilmung                    |
| Saloum                                      | Senegal Demokratische Republik Kongo                  | Jean Luc Herbulot       | Yann Gael                                           |                                            |
| Snake Eyes: G.I. Joe Origins                | Vereinigte Staaten                                    | Robert Schwentke        | Henry Golding                                       | Hasbro Cinematic Universe Prequel          |
| Spider-Man: No Way Home                     | Vereinigte Staaten                                    | Jon Watts               | Tom Holland                                         | Marvel Cinematic Universe Fortsetzung      |
| The Suicide Squad                           | Vereinigte Staaten                                    | James Gunn              | Margot Robbie Idris Elba John Cena Daniela Melchior | DC Extended Universe Fortsetzung           |
| The Survivalist                             | Vereinigte Staaten                                    | Jon Keeyes              | Jonathan Rhys Meyers                                |                                            |
| Thunder Force                               | Vereinigte Staaten                                    | Ben Falcone             | Octavia Spencer Melissa McCarthy                    |                                            |
| Till Death – Bis dass dein Tod uns scheidet | Vereinigte Staaten                                    | S. K. Dale              | Megan Fox                                           |                                            |
| Tom Clancy’s Gnadenlos                      | Vereinigte Staaten                                    | Stefano Sollima         | Michael B. Jordan                                   | Romanverfilmung Spin-Off                   |
| The Tomorrow War                            | Vereinigte Staaten                                    | Chris McKay             | Chris Pratt                                         |                                            |
| Venom: Let There Be Carnage                 | Vereinigte Staaten                                    | Andy Serkis             | Tom Hardy                                           | Sony’s Spider-Man Universe Fortsetzung     |
| Zack Snyder’s Justice League                | Vereinigte Staaten                                    | Zack Snyder             | Ben Affleck Henry Cavill Gal Gadot Jason Momoa      | Director’s Cut                             |

### 2022
| Titel                                              | Produktionsland                        | Regisseur          | Hauptdarsteller                                          | Anmerkung |
| -------------------------------------------------- | -------------------------------------- | ------------------ | -------------------------------------------------------- | --------- |
| Black Adam                                         | Vereinigte Staaten                     | Jaume Collet-Serra | Dwayne Johnson                                           |           |
| Memory – Sein letzter Auftrag                      | Vereinigte Staaten                     | Martin Campbell    | Liam Neeson Guy Pearcel                                  |           |
| Prey                                               | Vereinigte Staaten                     | Dan Trachtenberg   | Amber Midthunder                                         |           |
| Shotgun Wedding – Ein knallhartes Team             | Vereinigte Staaten                     | Jason Moore        | Jennifer Lopez Josh Duhamel                              |           |
| Der Spinnenkopf                                    | Vereinigte Staaten                     | Joseph Kosinski    | Chris Hemsworth Miles Teller                             |           |
| The 355                                            | Vereinigte Staaten Volksrepublik China | Simon Kinberg      | Diane Kruger Penélope Cruz\|                             |           |
| The Batman                                         | Vereinigte Staaten                     | Matt Reeves        | Robert Pattinson                                         |           |
| The Lost City – Das Geheimnis der verlorenen Stadt | Vereinigte Staaten                     | Aaron und Adam Nee | Sandra Bullock Channing Tatum Daniel Radcliffe Brad Pitt |           |
| Top Gun: Maverick                                  | Vereinigte Staaten                     | Joseph Kosinski    | Tom Cruise Miles Teller Jennifer Connelly                |           |
| Uncharted                                          | Vereinigte Staaten                     | Ruben Fleischer    | Tom Holland                                              |           |

### 2023
| Titel                                          | Produktionsland                                   | Regisseur             | Hauptdarsteller                                    | Anmerkung |
| ---------------------------------------------- | ------------------------------------------------- | --------------------- | -------------------------------------------------- | --------- |
| Aquaman: Lost Kingdom                          | Vereinigte Staaten                                | James Wan             | Jason Momoa Nicole Kidman                          |           |
| Blue Beetle                                    | Vereinigte Staaten                                | Ángel Manuel Soto     | Xolo Maridueña Nicole Kidman                       |           |
| The Family Plan                                | Vereinigte Staaten                                | Simon Cellan Jones    | Mark Wahlberg                                      |           |
| Fast & Furious 10                              | Vereinigte Staaten                                | Louis Leterrier       | Vin Diesel Jason Momoa Jason Statham               |           |
| Der Pakt                                       | Vereinigte Staaten Spanien Vereinigtes Königreich | Guy Ritchie           | Jake Gyllenhaal                                    |           |
| Kandahar                                       | Vereinigte Staaten                                | Ric Roman Waugh       | Gerard Butler Travis Fimmel                        |           |
| Meg 2: Die Tiefe                               | Vereinigte Staaten Volksrepublik China            | Ben Wheatley          | Jason Statham Cliff Curtis                         |           |
| Mission: Impossible – Dead Reckoning Teil Eins | Vereinigte Staaten                                | Christopher McQuarrie | Tom Cruise Hayley Atwell Simon Pegg                |           |
| Operation Fortune                              | Vereinigte Staaten Volksrepublik China            | Guy Ritchie           | Jason Statham Hugh Grant                           |           |
| Pathaan                                        | Indien                                            | Siddhart Anand        | Shah Rukh Khan Deepika Padukone                    |           |
| Plane                                          | Vereinigte Staaten                                | Jean-François Richet  | Gerard Butler Mike Colter                          |           |
| The Creator                                    | Vereinigte Staaten                                | Gareth Edwars         | John David Washington Gemma Chan                   |           |
| The Flash                                      | Vereinigte Staaten                                | Andrés Muschietti     | Ezra Miller Michael Keaton                         |           |
| The Mother                                     | Vereinigte Staaten                                | Niki Caro             | Jennifer Lopez Joseph Fiennes                      |           |
| Tyler Rake: Extraction 2                       | Vereinigte Staaten                                | Sam Hargrave          | Chris Hemsworth Idris Elba                         |           |
| John Wick: Kapitel 4                           | Vereinigte Staaten                                | Chad Stahelski        | Keanu Reeves Donnie Yen Bill Skarsgård Ian McShane |           |

### 2024
| Titel                         | Produktionsland                           | Regisseur                      | Hauptdarsteller                   | Anmerkung |
| ----------------------------- | ----------------------------------------- | ------------------------------ | --------------------------------- | --------- |
| Bad Boys: Ride or Die         | Vereinigte Staaten                        | Adil El Arbi und Bilall Fallah | Will Smith Martin Lawrence        |           |
| Civil War                     | Vereinigte Staaten                        | Alex Garland                   | Kirsten Dunst                     |           |
| Deadpool & Wolverine          | Vereinigte Staaten                        | Shawn Levy                     | Ryan Reynolds Hugh Jackman        |           |
| Furiosa: A Mad Max Saga       | Vereinigte Staaten                        | George Miller                  | Anya Taylor-Joy Chris Hemsworth   |           |
| Gladiator II                  | Vereinigte Staaten Vereinigtes Königreich | Ridley Scott                   | Paul Mescal Denzel Washington     |           |
| Land of Bad                   | Vereinigte Staaten                        | William Eubank                 | Russell Crowe Liam Hemsworth      |           |
| Lift                          | Vereinigte Staaten                        | F. Gary Gray                   | Kevin Hart Sam Worthington        |           |
| Planet der Affen: New Kingdom | Vereinigte Staaten                        | Wes Ball                       | Kevin Durand William H. Macy      |           |
| The Fall Guy                  | Vereinigte Staaten                        | David Leitch                   | Ryan Gosling Aaron Taylor-Johnson |           |